# إيناين

بنية إيناين مترافق

الإيناين هو أي مركب عضوي يحوي على رابطة ثنائية ألكينية ورابطة ثلاثية ألكاينية.
يدعى الإيناين مترافقاً في حال وجود رابطة أحادية فاصلة بين الرابطة الثنائية والثلاثية.
من أبسط الأمثلة على الإيناينات مركب فاينيل الأسيتيلين.

## الاستخدامات
تستخدم مركبات الإيناين في الكيمياء العضوية على سبيل المثال في تفاعل التبادل الإينايني Enyne metathesis (وهو نوع خاص من أنواع التبادل الأوليفيني) من أجل الحصول على مركبات 3،1-ديين. كما يمكن أن تستخدم مركبات الإيناين للحصول على مركبات الألّين. عبر تفاعل إضافة 6,1.